# Clubiona subhuiming
Espèce
Clubiona subhuiming est une espèce d'araignées aranéomorphes de la famille des Clubionidae.

## Distribution
Cette espèce est endémique du Hunan en Chine,. Elle se rencontre dans le xian de Sangzhi.

## Description
Le mâle holotype mesure 3,31 mm et la femelle paratype 4,04 mm.

## Systématique et taxinomie
Cette espèce a été décrite par Wu, Chen et Zhang en 2023.

## Publication originale
- Wu, Chen & Zhang, 2023 : « Three new species of the Clubiona corticalis group (Araneae, Clubionidae) from China. » ZooKeys, vol. 1157, p. 163-176 (texte intégral).